# Sreelakshmi Suresh
Sreelakshmi Suresh, née en 1998, est une conceptrice Web originaire de Kozhikode, Kerala, Inde. Elle est principalement connue pour son travail de conception de sites Web en Inde qui lui a value une couverture médiatique dès 2006,. Des sources ont nommé d'autres personnes comme détenant les titres de World's Youngest CEO et World's Youngest Web Designer.

## Biographie

### Enfance
Selon son père, Suresh Menon (avocat, Calicut Bar Council) et sa mère Viju Suresh, elle a commencé à utiliser des ordinateurs à l'âge de 3 ans. Elle concevait à l'âge de 4 ans et avait conçu un site Web à 6 ans,.Sreelakshmi Suresh fréquente le Presentation High Secondary School et a conçu le site Web de son école, qui a été inauguré par Binoy Viswam, ministre des forêts, gouvernement du Kerala, le 15 janvier 2007.Sa propre startup, eDesign lancée en 2009.

### Titres honorifiques
Le titre de plus jeune PDG du monde et de plus jeune concepteur Web du monde a été généreusement attribué à un certain nombre de personnes par divers médias et sources d'information. Certains médias ont nommé Harli Jordean le "plus jeune PDG du monde" à l'âge de 8 ans et d'autres sources, y compris le Bureau d'information de la presse, ont nommé Ajay Puri comme le "plus jeune concepteur Web du monde",,.

### Distinctions
Sreelakshmi Suresh est lauréat de plusieurs prix et autres distinctions. Elle a été honorée par le ministère du Développement de la femme et de l'enfant (Inde), en lui décernant le prix national de l'enfant pour réalisations exceptionnelles en 2008. Le prix lui a été remis par Sonia Gandhi lors d'une cérémonie tenue à Vigyan Bhavan. New Delhi le 5 janvier 2009. Elle a également remporté le Golden Web Award (États-Unis), le Sixty Plus Education Award (Canada), le Feeblemind's Award of Excellence (Royaume-Uni), le Webmasters Ink Award (États-Unis) et le Penmarric Bronze Award ( Canada),. Parmi les autres prix, citons le Global Internet Directories Gold Award (États-Unis), le WM8C Stamp of Excellence Award (États-Unis), le 37e Texa's Web Award (États-Unis), le American Association of Webmasters Merit Award, le Thomas Sims Greves Award of Excellence (Royaume-Uni), le Moms Global Award for site Web inspirant 2006-07 (Royaume-Uni), ProFish-N-Sea Charters World Class Website Award (Brésil), Wadeshi Science Movement Excellence Award 2007 (Inde) entre autres.
Elle a été présentée dans plusieurs publications pour ses prix et ses entreprises, TinyLogo et eDesign. Les lancements de certains de ses sites Web ont été couverts par les médias réguliers,.